# Dobre Miasto (stacja kolejowa)
Dobre Miasto – stacja kolejowa w Dobrym Mieście, w województwie warmińsko-mazurskim, w Polsce. Znajduje się tutaj jeden peron.

## Ruch pasażerski
| Rok  | Wymiana pasażerska na dobę |
| ---- | -------------------------- |
| 2017 | 50-99                      |
| 2022 | –                          |